# Assuério Silva
Assuério Silva (18 de junio de 1974) es un deportista brasileño de artes marciales mixtas y boxeador profesional que compitió en Ultimate Fighting Championship y Pancrase. Se convirtió en el Rey Peso Pesado de Pancrase el 30 de mayo de 2007, derrotando a Tatsuya Mizuno.

## Carrera en artes marciales mixtas
Silva tiene un récord de pelea profesional de 15–8–01, la mayoría de sus victorias provienen de la sumisión. Peleó tres veces en Pride FC en 2001, ganando dos veces. Sin embargo, después de firmar un contrato de tres peleas con UFC, tuvo menos éxito, perdiendo todas sus peleas ante Tim Sylvia, Brandon Vera y Cheick Kongo.
Su altura es de 1.82 metros y pesa 109 kilos. Además de entrenar Muay thai, es cinturón negro en karate. Silva también es cinturón negro en Jiu Jitsu con Cristiano Marcello. Pelea en Curitiba, Brasil con la Academia de Artes Marciales Mixtas Total Punch.
Silva se recuperó de una derrota ante Cheick Kongo al convertirse en el Rey de Pancrase después de una victoria por nocaut técnico en el segundo asalto sobre Tatsuya Mizuno. Ganó este título vacante en Pancrase Rising 6 el pasado 30 de mayo de 2007. Estaba programado para defender el campeonato contra el ex campeón, Kestutis "Tiger" Arbocius, el 14 de octubre de 2007 en el Differ Ariake Arena en Tokio, Japón, pero Arbocius no se presentó en el evento. Poco después, Silva dejó vacante el Campeonato para buscar un contrato con el recién formado Hardcore Fighting Championships en Canadá. Sin embargo, la organización se retiró antes de que pudiera pelear alguna vez.
Silva hizo su debut en el boxeo profesional el 21 de junio de 2008, en su natal Curitiba, Brasil, noqueando a Adriano Vicente en 38 segundos del 1er asalto.

## Incidente del disparo
Silva recibió un disparo la noche del 29 de enero de 2013, afuera de su gimnasio en Curitiba, Brasil, según un informe del medio brasileño Parana Online. Supuestamente, Silva recibió cinco disparos de un ex asociado, a quien Silva identificó como Robson Freitas. Según los informes, Silva fue llevado a un hospital local y estuvo en estado grave durante un período de tiempo.

## Campeonatos y logros

### Artes marciales mixtas
- Lucha libre híbrida de Pancrase
  - Campeonato de peso pesado de Pancrase (una vez; última)